# Phytoliriomyza convoluta
Phytoliriomyza convoluta är en tvåvingeart som beskrevs av Spencer 1976. Phytoliriomyza convoluta ingår i släktet Phytoliriomyza och familjen minerarflugor. Inga underarter finns listade i Catalogue of Life.